# 일본 캐릭터 대상
일본 캐릭터 대상(일본어: 日本キャラクター大賞 니혼 캬라쿠타 타이쇼[*])는 경제산업성에서 후원하는, 일본의 캐릭터를 기념하기 위해 상을 수여하는 시상식이다.

## 수상자
| 회차 | 년도   | 그랑프리                       | 비고 |
| ---- | ------ | ------------------------------ | ---- |
| 1회  | 2009년 | 포켓몬스터                     |      |
| 2회  | 2010년 | 원피스                         |      |
| 3회  | 2011년 | 코비토즈칸                     |      |
| 4회  | 2012년 | 원피스                         |      |
| 5회  | 2013년 | 구마몬                         |      |
| 6회  | 2014년 | 후낫시                         |      |
| 7회  | 2015년 | 요괴워치                       |      |
| 8회  | 2016년 | 오소마츠상                     |      |
| 9회  | 2017년 | 포켓몬스터                     |      |
| 10회 | 2018년 | 슈퍼배드                       |      |
| 11회 | 2019년 | 스미코구라시                   |      |
| 12회 | 2020년 | 귀멸의 칼날                    |      |
| 13회 | 2021년 | 극장판 귀멸의 칼날: 무한열차편 |      |
| 14회 | 2022년 | 먼가 작고 귀여운 녀석          |      |
| 15회 | 2023년 | 원피스                         |      |